# Alex W.A. Heyblom
Alexander Wilhelmus Aalbert (Alex W.A.) Heijblom (Bergen op Zoom, 29 oktober 1832 – Rotterdam, 13 augustus 1893) was een Nederlands componist en muziekpedagoog.

## Biografie
Hij is zoon van organist en muziekonderwijzer Aalbert Heijblom en Ann Stewart. Hijzelf trouwde met Marianne van Emmerik/Emmerick.
Hij kreeg zijn muziekopleiding van zijn vader op piano, viool, cello en enkele blaasinstrumenten. In 1855 vestigde hij zich als muziekonderwijzer in Rotterdam en gaf leiding aan liedertafel Amphion (in 1882 vierde hij daar zijn 25-jarig jubileum), liedertafel van de volkszangschool (verbonden aan Amphion) en werd onderwijzer aan de Vormschool voor onderwijzers/onderwijzeressen. Willem Margadant was enige tijd leerling van hem en zou muziekdirecteur worden in Gotenburg.
Onder zijn naam verscheen een aantal boekwerkjes op pedagogisch gebied:
- Leerboek voor den zang/Leerboek ten gebruike bij het onderwijs in den zang en tot zelfonderricht in de muziek met vragen, opgaven en zangoefeningen
- Zangoefeningen
- Zangboekje voor de school
- Theoretisch en practisch onderwijs in den zang.

## Werklijst
Werklijst (onvolledig):
- opus 6: Tollens; Jubelmarsch
- opus 7: Elegie voor piano
- opus 8: Zangen uit zee, voor vierstemmig mannenkoor, op tekst van Hendrik Maronier
- opus 9: Oranje; triomfmars voor piano
- opus 10: Recueil de compositions, voor piano
- opus 12: Polka-mazurka
- opus 13: Galop (uitgegeven door Breitkopf & Härtel)
- opus 14: Valse brillante (uitgegeven door Breitkopf & Härtel)
- opus 15; Deux mazurkas (uitgegeven door Breitkopf & Härtel)
- opus 16: Beleg van Alkmaar, heroïsche cantate (Rothaan, 1872)
- opus 17: Le Saint-Nicolas, scènes de fête, voor piano
- opus 22: Lieder, op tekst van Adelbert von Chamisso, voor zangstem en piano
- opus 23: Recueil de composition
- opus 24: Nederlands, sta pal, mijn dierbaar vaderland; Ten strijde; vierstemmig mannenkoor (Hoog en Kruyt)
- opus 25: Friedhoflied; op tekst van Müller von der Werra/ Friedrich Konrad Müller, voor dubbel mannenkoor
- opus 27: Banierzang op tekst van A.M. de Cock/Adolf Grimminger; mannenkoor en orkest (Roothaan, 1874)
- opus 29: Oprecht, op tekst van Jacob Nicolaas van Hall voor mannenkoor
- opus 31: Liederen voor een zangstem met piano (nr. 1 Visscherslied; nr. 2: Het bedelmeisje; nr. 3 Blauw)
- opus 36: Zangen voor koor; tweede verzameling
- opus 37: Zangen voor koor; derde verzameling
- opus 39: Liederen voor een zangstem met piano
- opus 40: Liederen voor een zangstem met piano (nr. 2 Lief knapelijn; nr. 3 Eerst tol!)
- opus 42: Vrijheidslied, op tekst van Jan C de Vos, voor mannenkoor met begeleiding van koperblaasinstrumenten of piano
- opus 43: Bleef één op tekst van Nicolaas Beets
- opus 44.1: Waarom?; lied voor zangstem met piano
- opus 45: Probatum, op tekst van Jan Pieter Heije,  voor gemengd koor
- opus 46: Een liedje van bloemen, voor mannenstemmen, op tekst van Jacob Nicolaas van Hall
- opus 52: Liederen voor een zangstem met piano
- opus 54: Chanson
- opus 60: Liederen voor een zangstem met piano
- opus 61: Joie prinanière; scènes lyriques voor piano (oeuvre posthume)
- Twee vuurtjes (op tekst van Jacob Nicolaas van Hall; Gent 1887)
- twee een paar; lied voor zangstem met piano

Voorts schreef componeerde hij een aantal stukken, waaronder koorwerken (a capella of met begeleiding), pianostukken, liederen, kamermuziek (waaronder een door de Maatschappij tot Bevordering der Toonkunst bekroonde vioolsonate) en twee ouvertures. Hij schreef ook een mars ter gelegenheid van het Rotterdams Muziekfeest 1853.

## Nagedachtenis
Het Museum Rotterdam is in het bezit van het ebbenhouten handvat van zijn dirigeerstok uit 1863. Op de Algemene Begraafplaats Crooswijk werd in juni 1894 een monument op zijn graf onthuld. Na een oproep brachten leerlingen, vereerders en vrienden geld bijeen. Onder die vrienden bevonden zich Jan van Gilse, zijn uitgevers, maar ook de Antwerpse componist Peter Benoit. Het is een obelisk van wit Frans zandsteen ontworpen en gemaakt door Leo Stracké en heeft een hoogte van 267 cm. Het bevat onder meer een muze die de naam van de componist/muziekpedagoog schrijft.
- Biografisch Portaal: 68451550
- Digitale Bibliotheek voor de Nederlandse Letteren: heyb005
- Gemeinsame Normdatei: 1208925407
- International Standard Name Identifier: 0000 0001 0768 3447
- Library of Congress Control Number: n2010072932
- Nederlandse Thesaurus van Auteursnamen: 173080170
- Virtual International Authority File: 160394441
- WorldCat: E39PBJyCHMj4JpwWtT6hyTQjG3